# 斯图尔特·阿兰·赖斯
斯图尔特·阿兰·赖斯（英語：Stuart A. Rice，1932年1月6日—2024年12月22日），美国理论化学家和物理化学家。他现在是芝加哥大学弗兰克·P·希克森杰出服务名誉教授。1999年获国家科技奖章。